# Agente público
Um agente público, no direito brasileiro, é toda pessoa física que exerça (por eleição, nomeação, designação, contratação ou qualquer forma de investidura ou vínculo) mandato, cargo, emprego ou função pública, mesmo que de forma transitória ou sem remuneração. A expressão tem sentido amplo, englobando tanto funções políticas quanto meramente administrativas.

## Definição geral
O agente público é a pessoa natural mediante a qual o Estado se faz presente. O agente manifesta uma vontade que, afinal, é imputada ao próprio Estado. Agentes públicos são, portanto, todas as pessoas físicas que externam, por algum tipo de vínculo: a vontade do Estado, nas três esferas da Federação (União, estados, Distrito Federal e municípios), nos três Poderes da República (Executivo, Legislativo e Judiciário). São agentes do Estado, desde as mais altas autoridades da República, como os Chefes do Executivo e os membros do Legislativo e do Judiciário, até os servidores públicos que exercem funções subalternas.

## Diferenciação entre agente, servidor, empregado e funcionário público
A expressão "agente público" é utilizada em sentido amplo e genérico. Engloba, como vimos, todos aqueles que possuem atribuição de manifestar parcela da vontade do Estado, sendo a ele ligados por variados vínculos jurídicos. Dentre todos os integrantes do gênero "agentes públicos", duas espécies são mais estudadas, no âmbito do direito administrativo, a saber: "servidor público" e "empregado público". Outro conceito, não mais utilizado no direito administrativo, mas sim no direito penal, é o de "funcionário público".